# Karl Pech
Karl Pech (ur. 9 grudnia 1894, zm. 19 maja 1918) – niemiecki as myśliwski z czasów I wojny światowej z 9 potwierdzonymi zwycięstwami powietrznymi. 

## Życiorys
Po ukończeniu  szkoły myśliwskiej Jastaschule I, 18 stycznia 1918, Karl Pech został przydzielony do dowodzonej przez Haralda Auffartha eskadry myśliwskiej Jagdstaffel 29.
Latał na samolotach Pfalz D.III. Pierwsze zwycięstwo powietrzne odniósł 13 marca 1918 w okolicach Vlamertinghe nad samolotem DH4. Kolejne dwa zwycięstwa odniósł 27 marca i 22 kwietnia. W maju liczba jego zwycięstw znacznie się zwiększyła. 18 maja zestrzelił dwa samoloty Camel z No. 201 Squadron RAF i został promowany na stopień Vizefeldwebel. Następnego dnia, 19 maja, w czasie walki powietrznej pilotowany przez Pecha Pfalz D.III zderzył się w powietrzu z brytyjskim asem Hugh Granville'em White'em. Pech runął na ziemię, ponosząc śmierć na miejscu, zaś Hugh Granville White szczęśliwie wylądował.